# Немировичи-Данченко
Немировичи-Данченко — дворянский род.
Происходит от войскового товарища Данилы Немировича, предки которого прибыли из Польши, которому Богдан Хмельницкий пожаловал поместья, в частности, сельцо Данковское. Вероятно отсюда и возникла вторая часть фамилии. Род Немировичи-Данченко внесён во VI и II часть родословных книг Казанской и Черниговской губерний.

## Известные представители
- Иван Васильевич Немирович-Данченко (1803—ок. 1869) — кавказский офицер, подполковник, потомок Данилы Немирича в 5-м колене[2]
  - Василий Иванович (1848—1936) — писатель
∞ Кочетова, Зоя Разумниковна (1857—1892) — академическая певица, артистка московской оперы.
    - Василий
      - Кирилл
        - Кирилл Архивная копия от 5 августа 2019 на Wayback Machine (род. 1968), деятель монархического движения.

  - Владимир Иванович (1858—1943) — драматург и театральный режиссёр, один из основателей Московского художественного театра.
    - Георгий Владимирович(1889—1939) — белоэмигрантский журналист и публицист, участник Белого движения. Скончался в эмиграции.
    - Михаил Владимирович (1894—1962), окончил Московскую консерваторию по классу скрипки, в дальнейшем также связал свою судьбу с Художественным театром, был артистом Музыкальной студии при нём[3]
∞ Зоя Александровна Смирнова-Немирович — оперная певица.
      - Василий Михайлович (род. 1940) — российский композитор и театральный деятель.

## Описание гербов
Род Немировичей-Данченко исконно пользуется гербом Гоздава
Емельян Немирович-Данченко, представитель Казанской ветви этого рода, в службу вступил в 1783 году, 3 мая 1796 года произведён в прапорщики и, находясь в чине 6 класса, 17 декабря 1837 года, получил диплом на потомственное дворянское достоинство. Он обратился в Герольдию Правительствующего Сената с просьбой утвердить за ним и его потомством оригинальный герб. Просьба была удовлетворена в 1837 году. Этим гербом могут пользоваться только потомки этой линии. Все остальные представители рода Немировичей-Данченко используют герб Гоздава.
Описание герба линии Емельяна Немировича-Данченко
Щит пересечён. Первая часть разделена золотым опрокинутым остриём. В первом, золотом поле, чёрное орлиное крыло. Во втором и третьем, червлёных, полях серебряные о шести лучах звезды. Во второй, лазурной, части накрест положенные золотой с тремя такими же колосьями стебель и серебряный опрокинутый ключ.
Щит увенчан дворянскими шлемом и короною. Нашлемник: три серебряных страусовых пера. Намёт справа — чёрный с золотом, слева — червлёный с серебром. Герб Немировича-Данченко внесён в Часть 11 Общего гербовника дворянских родов Всероссийской империи, стр. 121.